# Antonio Zambotto
Antonio Zambotto (Padova, 2 marzo 1905 – Padova, 10 aprile 1984) è stato un calciatore e arbitro di calcio italiano, di ruolo difensore.

## Biografia

### Calciatore
Gioca con il Padova dal 1919 al 1921.

### Arbitro
Prese la tessera di arbitro nel 1932.

Esordì in Serie B nella gara del 1º maggio 1939 Salernitana-Anconitana-Bianchi (2-0).
Dal 1946 al 1949 ha arbitrato 20 partite in Serie A.

## Palmarès

### Allenatore

#### Competizioni nazionali
- Seconda Divisione: 1

Rovigo: 1928-1929